# سیتی-هاچهاوس
سیتی-هاچهاوس (انگلیسی: wisdom tooth) ساختمان اداری ۳۶ طبقه مستقر در شهر لایپزیگ، آلمان است، که پروژه ساخت آن در سال ۱۹۶۸ آغاز شد و در سال ۱۹۷۲ به بهره‌برداری رسید.